# Ashley Tappin
Ashley Tara Tappin (Marietta (Georgia), 18 december 1974) is een Amerikaans zwemster.

## Biografie
Tappin behaalde haar grootste successen op de estafettenummers.
Haar enige individuele internationale titel behaalde zij tijdens de Pan-Amerikaanse Spelen 1991 in het Cubaanse Havana, door het winnen van de 100m vrije slag.
Op de Wereldkampioenschappen zwemmen 1991 won Tappin de titel op de 4×100 meter vrije slag, Tappin kwam enkel in de series in actie.
Tappin won tijdens de Olympische Zomerspelen van 1992 de gouden medaille op de 4×100 meter vrije slag, Tappin zwom alleen in de series.
Op de Olympische Zomerspelen van 2000 won Tappin als seriezwemster de gouden medaille op de 4x100m vrije slag en wisselslag.

## Internationale toernooien
| Jaar | OS                                                                                                | WK langebaan                                                                                      | Pan-Pac             | P-AS                                                    |
| ---- | ------------------------------------------------------------------------------------------------- | ------------------------------------------------------------------------------------------------- | ------------------- | ------------------------------------------------------- |
| 1991 |                                                                                                   | 4x100m vrije slag · Tappin zwom enkel de series                                                   |                     | 100m vrije slag · 4x100m vrije slag · 4x100m wisselslag |
| 1992 | 4x100m vrije slag · Tappin zwom enkel de series                                                   |                                                                                                   |                     |                                                         |
| 1993 |                                                                                                   |                                                                                                   |                     |                                                         |
| 1994 |                                                                                                   | 4x100m vrije slag · Tappin zwom enkel de series · 4x200m vrije slag · Tappin zwom enkel de series |                     |                                                         |
| 1995 |                                                                                                   |                                                                                                   |                     |                                                         |
| 1996 |                                                                                                   |                                                                                                   |                     |                                                         |
| 1997 |                                                                                                   |                                                                                                   |                     |                                                         |
| 1998 |                                                                                                   |                                                                                                   |                     |                                                         |
| 1999 |                                                                                                   |                                                                                                   | 9e 100m vlinderslag |                                                         |
| 2000 | 4x100m vrije slag · Tappin zwom enkel de series · 4x100m wisselslag · Tappin zwom enkel de series |                                                                                                   |                     |                                                         |